# Chamitataxus avitus
Chamitataxus avitus és una espècie extinta de carnívor de la família dels mustèlids. Visqué durant el Miocè superior a Nord-amèrica. Es tracta del taxidí més primitiu conegut. El seu nom genèric significa 'toixó de Chamita' en llatí, mentre que el seu nom específic vol dir 'molt vell'. S'assemblava als toixons d'avui en dia i, basant-se en els seus caràcters cranials, tenia una dieta carnívora.